# HK Dukla Ingema Michalovce
Hokejový klub Ingema Dukla Michalovce je slovenský klub ledního hokeje, který sídlí ve městě Michalovce a hraje Tipos extraligu.

## Historie
Zimní stadion byl v Michalovcích otevřen v roce 1974 a byl na něj přestěhován vojenský tým ze Spišské Nové Vsi, který hrál východní skupinu 2. slovenské národní hokejové ligy. První utkání hrál v říjnu 1974 proti mužstvu Družstevník Letanovce. Původně klub vystupoval jako rezerva Dukly Trenčín, od roku 1978 hrál jako VTJ MEZ Michalovce (Vojenská telovýchovná jednota Medzilaborské elektrotechnické závody), současný název nese od roku 2000. V roce 1977 postoupil do 1. SNHL, z níž sestoupil pouze v letech 1980 a 1982, ale vždy v následující sezóně se zase vrátil. Největším úspěchem klubu je prvenství v národní lize 1985/86, díky němuž hrál kvalifikaci o nejvyšší československou soutěž, ve které podlehl Vítkovicím 0:3 na zápasy. Účastníkem druhé nejvyšší slovenské soutěže byl od jejího vzniku do roku 2003, kdy z finančních důvodů na účast rezignoval a hrál 2. slovenskou hokejovou ligu. Vrátil se v roce 2008, kdy odkoupil volnou licenci po krachu klubu HK 21 - SM Ružomberok.
Úspěšnými odchovanci klubu jsou Richard Šechný, Kristián Kudroč a Pavol Regenda.